# Republika
 Ovo je glavno značenje pojma Republika. Za druga značenja pogledajte Republika (razdvojba).
Republika (od lat. res publica = javna stvar), uz monarhiju drugi osnovni oblik vladavine.
U republici cijeli narod ili jedan njegov dio ostvaruje suverenitet izravno ili preko svojih izabranih predstavnika. Prema tome republike mogu biti demokratske i aristokratske. Na čelu je republike predsjednik izabran na određeno vrijeme (u pravilu se bira na 4, 5 ili 7 godina), u iznimnim slučajevima doživotno, ali bez prava na nasljedstvo. Pojedine republikanske norme nastale su u Rimu, a prva demokratska republika (politeja) bila je Atena. Nakon pada Rimske Republike monarhija je dominantno državno uređenje, sve do 18. stoljeća kad republike postaju SAD i Francuska.
Danas postoje 153 republike i 42 monarhije.